# Téléphonie par satellite

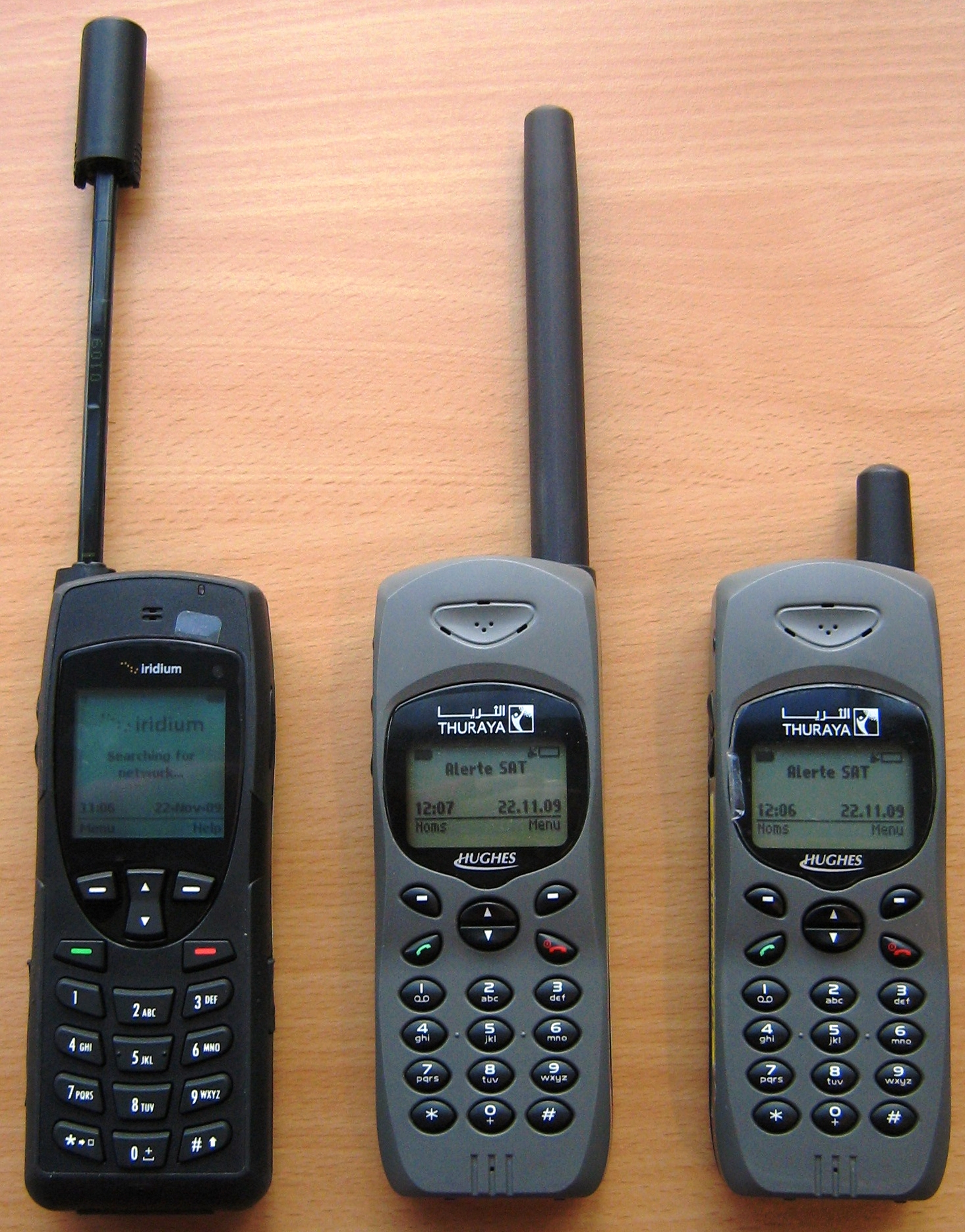
Trois modèles de téléphones par satellite, de marques Iridium et Thuraya.

La téléphonie par satellite est une forme de téléphonie mobile qui relie les utilisateurs entre eux par l’intermédiaire de satellites de télécommunications au lieu d'antennes-relais terrestres. Ce type de télécommunications est utilisé dans des régions où la densité des relais terrestres est insuffisante (régions faiblement peuplées ou inhabitables) ou à bord de bateaux naviguant au large des côtes, hors de portée des antennes relais. Plusieurs techniques peuvent être utilisées pour réaliser un réseau de téléphonie par satellite : celui-ci peut notamment reposer soit sur une constellation de satellites en orbite terrestre basse, moyenne ou en orbite géostationnaire. 
La téléphonie par satellite apparait à la fin des années 1980 grâce aux progrès de la technologie spatiale et des télécommunications. De nombreux projets de réseau favorisés par la bulle internet sont nés au cours de la deuxième moitié des années 1990 mais l'éclatement de cette bulle et la progression de la couverture assurée par des antennes relais terrestres ont réduit la clientèle potentielle à quelques niches. Début 2016 les opérateurs de téléphonie par satellites sont d'une part Iridium et Globalstar qui disposent d'une constellation de satellites en orbite basse et d'autre part Inmarsat et Thuraya qui utilisent des satellites en orbite géostationnaire.

## Historique
La conception d'un système de téléphonie mobile reposant sur une constellation de satellites de télécommunications circulant sur une orbite terrestre basse  est étudiée à compter de 1987 et proposée fin 1989 par des ingénieurs de la société américaine Motorola, à l'époque leader mondial des systèmes de télécommunications et en particulier de la téléphonie mobile. L'objectif est de fournir un système de téléphonie mobile dans des régions non couvertes par les réseaux de téléphones mobiles classiques. En effet ceux-ci nécessitent un réseau dense d'antennes terrestres difficilement rentable dans les régions où le nombre d'utilisateurs est faible (zones rurales, déserts, régions montagneuses) et ne permet pas d'assurer une couverture océanique. Par ailleurs à l'époque aucune norme de téléphonie mobile n'a encore émergé (la norme GSM est uniquement européenne et n'est que partiellement déployée dans cette région). Un voyageur doit donc s'équiper d'un téléphone mobile spécifique (avec l'abonnement associé) lorsqu'il effectue un déplacement vers une région non couverte pas son opérateur habituel. Le téléphone satellite permet de contourner cette contrainte. À l'époque de nombreux projets de téléphonie mobile s'appuyant sur  des constellations en orbite basse similaires sont étudiés : la commission américaine chargée du contrôle des communications, la Federal Communications Commission, reçoit pas moins de 35 demandes d’agrément, dont seules trois entreront en service : Iridium, Globalstar proposé par Loral et Orbcomm proposé par Orbital Science).  
Les investissements nécessaires pour créer des réseaux reposant sur des constellations de satellites sont très importants (plusieurs milliards US$) et la clientèle potentielle a été surestimée par les études de marché. La rapide extension des zones couvertes par les réseaux de téléphonie mobile terrestre ainsi que la création de la norme GSM par l'Europe viennent réduire la taille du marché potentiel de la téléphonie par satellites. En 1999, Iridium , quelques mois après la mise en service de son réseau, est placée en faillite avec une dette se montant à 4,4 milliards US$. La même année ICO (en) dépose également le bilan. Les projets Odyssey, Ellipso et Teledesic (en) sont arrêtés à la même époque. Puis c'est le tour de Globalstar en 2002. Globalstar comme Iridium redémarrent leur activité mais Globalstar, victime de problèmes techniques au niveau de son segment spatial, peine à survivre. 
Des réseaux de téléphonie par satellite reposant sur des satellites géostationnaires sont également mis en place à cette époque. Hormis Inmarsat qui offre un spectre plus large de services et qui, pour des raisons à la fois historique et réglementaire, dispose d'une base de clientèle conséquente dans le domaine maritime, les autres acteurs ayant recours à cette technologie  - Thuraya, ACeS - ne trouvent pas la clientèle espérée. ACeS a arrêté ses activités en 2011.

## Fonctionnement
Un téléphone satellite fonctionne grâce à un réseau de satellites artificiels qui se substitue aux antennes relais terrestres utilisées par un téléphone mobile classique. Contrairement à celui-ci un réseau de téléphonie par satellite fournit une couverture globale y compris dans les régions désertes et les océans dépourvus d'antennes relais. Par ailleurs la qualité de service est uniforme dans les régions où les relais terrestres sont peu denses : régions avec une population clairsemée ou mal équipées pour des raisons économiques. 
Le signal émis et reçu par le téléphone transite par le satellite. Celui-ci le renvoie sur terre à une station passerelle fixe qui constitue le point d'entrée vers les réseaux de téléphonie terrestres ce qui permet d'acheminer la communication vers le correspondant équipé d'un téléphone fixe ou d'un téléphone mobile terrestre. Pour certains réseaux de téléphonie par satellite, si le correspondant utilise également un téléphone par satellite la communication peut être directement routée vers celui-ci sans passer par une station terrestre.

## Caractéristiques techniques

### Constellation en orbite basse et satellites en orbite géostationnaire
Les réseaux de téléphonie mobile utilisent deux types de constellation de satellites :
- une constellation de satellites à défilement. Les satellites circulent sur une orbite terrestre basse (altitude comprise entre 500  à   1 200 km) et traversent le ciel visible en quelques minutes. Pour que l'utilisateur puisse se connecter à n'importe quel moment, le réseau dispose de plusieurs dizaines de satellites dont les orbites sont choisies de manière à assurer cette couverture complète ;
- des satellites en orbite géostationnaire. Un satellite en orbite géostationnaire (altitude 36 000 km) circule sur son orbite à une vitesse similaire à la vitesse de rotation de la Terre ce qui le maintient en permanence au-dessus d'un point fixe de l'équateur. Alors que la zone terrestre couverte à un instant donné par un satellite en orbite basse est un cercle de quelques milliers de km, un satellite en orbite géostationnaire du fait de son éloignement peut être contacté depuis pratiquement 50 % de la surface de la planète. Un réseau couvrant l'ensemble de la planète peut être réalisé avec seulement trois satellites.

Exemples de couverture par une constellation de satellites
Couverture téléphonique des satellites Iridium circulant en orbite basse sans obstacle (pas de contrainte d'élévation) (jaune : 1 satellite visible, orange : 2 satellites visibles, rouge plus de 2 satellites)
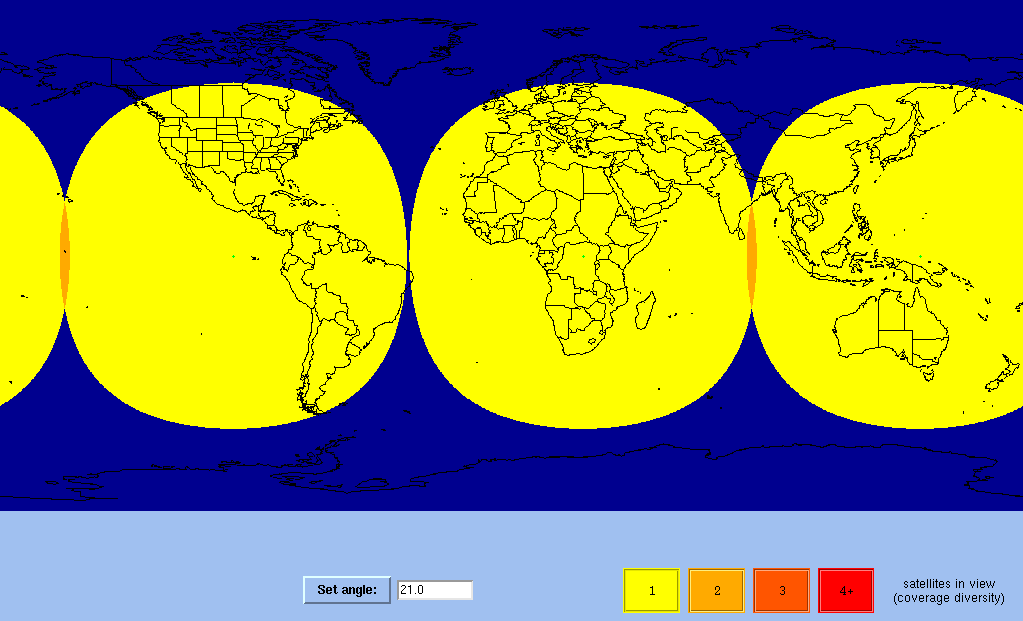
Couverture téléphonique des satellites géostationnaires Inmarsat-4 avec un obstacle nécessitant une élévation de 21°

Les deux types de constellations présentent des avantages et inconvénients résumés dans le tableau ci-dessous : 
| Caractéristique                  | Constellation en orbite basse | Satellites en orbite géostationnaire |
| -------------------------------- | --- | --- |
| Temps de latence                 | | La distance entre satellite et terminal ajoute un temps de latence de 250 ms perceptible en phonie |
| Temps de connexion               | | Le temps de connexion est plus long |
| Couverture                       | Si la constellation est placée sur une orbite polaire (ce n'est pas le cas de Globalstar), les latitudes élevées peuvent être desservies. Toutefois le nombre d'utilisateurs potentiels est réduit et l'orbite polaire impose un plus grand nombre de satellites (architecture retenue par Iridium mais pas par Globalstar) | Les signaux émis par un satellite géostationnaire sont fortement perturbés aux latitudes les plus élevées (en pratique utilisation possible jusqu'à 70° de latitude)                                                             |
| Région montagneuse               | Dans une région avec relief une connexion est toujours possible car un satellite passera (à un moment ou à un autre) au zénith | L'élévation du satellite en un point donné est fixe. Si elle est basse le relief local peut s'interposer et empêcher de manière permanente toute connexion. L'utilisateur doit se déplacer sur un point élevé pour se connecter/ |
| Infrastructure terrestre         | La circulation en orbite basse impose soit un grand nombre de stations passerelles (Globalstar) soit une architecture complexe (liaison inter satellite : Iridium) | |
| Puissance embarquée              | | Du fait de la distance entre terminal et satellite, les équipements de télécommunications (notamment le terminal) doivent disposer d'une puissance beaucoup plus importante                                                      |
| Durée de vie des satellites      | Les satellites en orbite basse ont une durée de vie plus courte (corrections d'orbite plus fréquentes, environnement radiatif) | |
| Coupure durant une communication | Un satellite à défilement ne passe que quelques minutes dans le ciel visible. La reprise de la liaison par un satellite adjacent peut occasionner des coupures | |
| Coût du segment spatial          | Le nombre de satellites (malgré leur plus grande simplicité) entraîne un coût d'investissement du segment spatial plus important | |

### Liaison inter-satellite (constellation en orbite basse)
Pour pouvoir assurer la  communication entre le détenteur du mobile et son correspondant, les satellites doivent pouvoir se connecter à tout moment à un point d'entrée des réseaux de télécommunications terrestres. Ces "stations passerelles" sont à la fois équipées d'antennes paraboliques de grande taille pour les liaisons avec les satellites et de connexions haut débit avec les réseaux terrestres. Lorsque le réseau fonctionne grâce à une constellation en orbite basse il faut plus d'une dizaine de stations passerelles pour réaliser une couverture complète du globe (chaque satellite couvre une zone d'environ 4 000  à   5 000 km diamètre). C'est la solution adoptée pour le réseau Globalstar. Mais le coût de ces infrastructures terrestres est lourd. On peut se contenter d'une seule station passerelle si les satellites font transiter la communication entre eux jusqu'au satellite survolant cette station : c'est la technique de la liaison inter-satellite (ISL) mise en œuvre par le réseau Iridium. Cette solution entraine une gestion plus complexe du réseau et des satellites qui doivent disposer d'antennes asservies pointées vers les satellites voisins.

## Terminal
Le téléphone satellite est construit spécifiquement pour permettre la connexion à un réseau de téléphonie par satellite donné car il comporte des composants matériels (antenne, électronique) adaptés aux caractéristiques techniques de celui-ci (protocole propriétaire). Chaque réseau propose un nombre restreint de modèles :  Iridium 9555 et Iridium Extreme, Isatphone 2 et Pro pour Inmarsat, Thuraya XT et dual. Ces téléphones sont plus lourds  que les téléphones mobiles classiques (à partir de 250 g) et disposent d'une antenne externe pour permettre la connexion au satellite éloigné (de 700  à   36 000 km). Le coût d'un téléphone satellite est élevé (de 700 à plusieurs milliers €). Certains modèles peuvent se connecter aux réseaux de téléphone mobile classique.

## Convergence satellitaire et cellulaire
En 2018, l'opérateur Thuraya présente le premier smartphone Android permettant une double connectivité satellitaire (via Thuraya) et cellulaire, via les réseaux 2G/3G/4G, le X5 Lite. Puis en 2021, Thuraya sort le XT.
En 2022, l'iPhone 14 est présenté comme le premier smartphone grand public, populaire, permettant de profiter aux États-Unis et au Canada d'un service dédié aux messages d'urgences, utilisant le réseau de Globalstar.
En 2024, Thuraya présente son nouveau modèle de smartphone à double réseau cellulaire et satellite, le Skyphone.
- 2018: Thuraya X5 Lite
- 2021 : Thuraya XT
- 2022 : Apple iPhone 14
- 2024 : Thuraya Skyphone

## Utilisation

### Accès
Chaque téléphone satellite est accessible depuis n'importe quel lieu d'appel via un préfixe iNum (numéro à 5 chiffres commençant par 881 ou 882) attribué par l'Union internationale des télécommunications aux réseaux de téléphonie par satellite. Certains pays interdisent ou restreignent l'utilisation de téléphones mobiles par satellite soit parce qu'il s'agit d'un régime politique autoritaire ou que ce pays considère qu'il constitue une arme dangereuse pour des actions terroristes. Les pays concernés sont la Russie, la Corée du Nord, Cuba, l'Inde, le Sri Lanka, le Soudan et le Tchad.

## Services
On trouve aussi des offres de téléphonie sur IP par satellite, via Astra2connect (commercialisé par Vivéole et Nordnet) ou TooWay (commercialisé par Connexion verte).
Cette technologie a de nombreuses applications. Elle permet principalement d'accéder aux services de secours en zone non couverte par le GSM, par exemple pour des expéditions en zone polaire, désertique ou lors de catastrophes naturelles. Elle a aussi permis aux manifestants de diffuser en direct des images clandestines des manifestations.

## Comparaison des caractéristiques des réseaux de téléphonie mobiles
Il n'existe plus début 2016 que 4 réseaux de téléphonie par satellite opérationnels : Iridium et Globalstar qui s'appuient sur des constellations en orbite basse d'une part, Inmarsat et  Thuraya reposant sur des satellites en orbite géostationnaire d'autre part. Le fonctionnement des téléphones mobiles Globalstar est très dégradé. Thuraya n'offre qu'une couverture partielle (pas de satellite au-dessus du continent américain).
|                                                    | Iridium                 | Inmarsat                                                                            | Globalstar             | Thuraya                                   | ICO (resté à l'état de projet) | Teledesic (en) (resté à l'état de projet) |
| -------------------------------------------------- | ----------------------- | ----------------------------------------------------------------------------------- | ---------------------- | ----------------------------------------- | ------------------------------ | ----------------------------------------- |
| Nombre de satellites                               | 66 (+6 rechanges)       | 3                                                                                   | 48 (+4 rechange)       | 2                                         | 10 (+2)                        | 288                                       |
| Altitude/Orbite                                    | 780 km                  | orbite géostationnaire (36 000 km)                                                  | 1 414 km               | orbite géostationnaire                    | 10 390 km                      | 700 km                                    |
| Liaison inter-satellites (ISL)                     | oui                     | sans objet                                                                          | non                    | sans objet                                | non                            | oui                                       |
| Nombre de stations passerelles                     | 2                       | 40                                                                                  | Une dizaine            | ?                                         | 12                             | ?                                         |
| Méthodes d'accès                                   | AMRF et AMRT            | FDM/TDM (vers les terminaux) et FDM/TDMA (retour)                                   | AMRC                   | ARMF et AMRT                              | ?                              | ?                                         |
| Nombre de liaisons simultanées total/par satellite | voix : 139 750 / 2 150  | ?                                                                                   | ? / 2 148              | / 13 750                                  | ?                              | ?                                         |
| Couverture                                         | globale                 | latitude < 70°                                                                      | latitude < 70°         | latitude < 70° continent américain exclus | globale                        | globale                                   |
| Élévation minimale                                 | 8°                      | sans objet                                                                          | 20°                    | sans objet                                | 20°                            | 40°                                       |
| Services / débits                                  | ?                       | ?                                                                                   | ?                      | ?                                         | ?                              | ?                                         |
| Chiffre d'affaires                                 | 400 millions US$ (2015) | 1400 millions US$ (2015)                                                            | 92 millions US$ (2015) | 140 millions US$ (2014)                   | sans objet                     | sans objet                                |
| Cout investissement initial                        | 4,4 milliards US$       | ?                                                                                   | 2,9 milliards US$      | ?                                         | 4,5 milliards US$              | 9 milliards US$                           |
| Nombre d'abonnés                                   | 800 000 (2015)          | ?                                                                                   | 640 000 (2014)         | 220 000 (2014)                            | sans objet                     | sans objet                                |
| Autres caractéristiques                            |                         | Revenus : 50 % secteur maritime, 20 % organisations gouvernementales, 10 % aviation |                        |                                           |                                |                                           |